# Melchior Klesl
Melchior Klesl nebo Khlesl (19. února 1552, Vídeň – 18. září 1630, Vídeňské Nové Město) byl kardinálem, biskupem vídeňským a kancléřem Matyáše II.

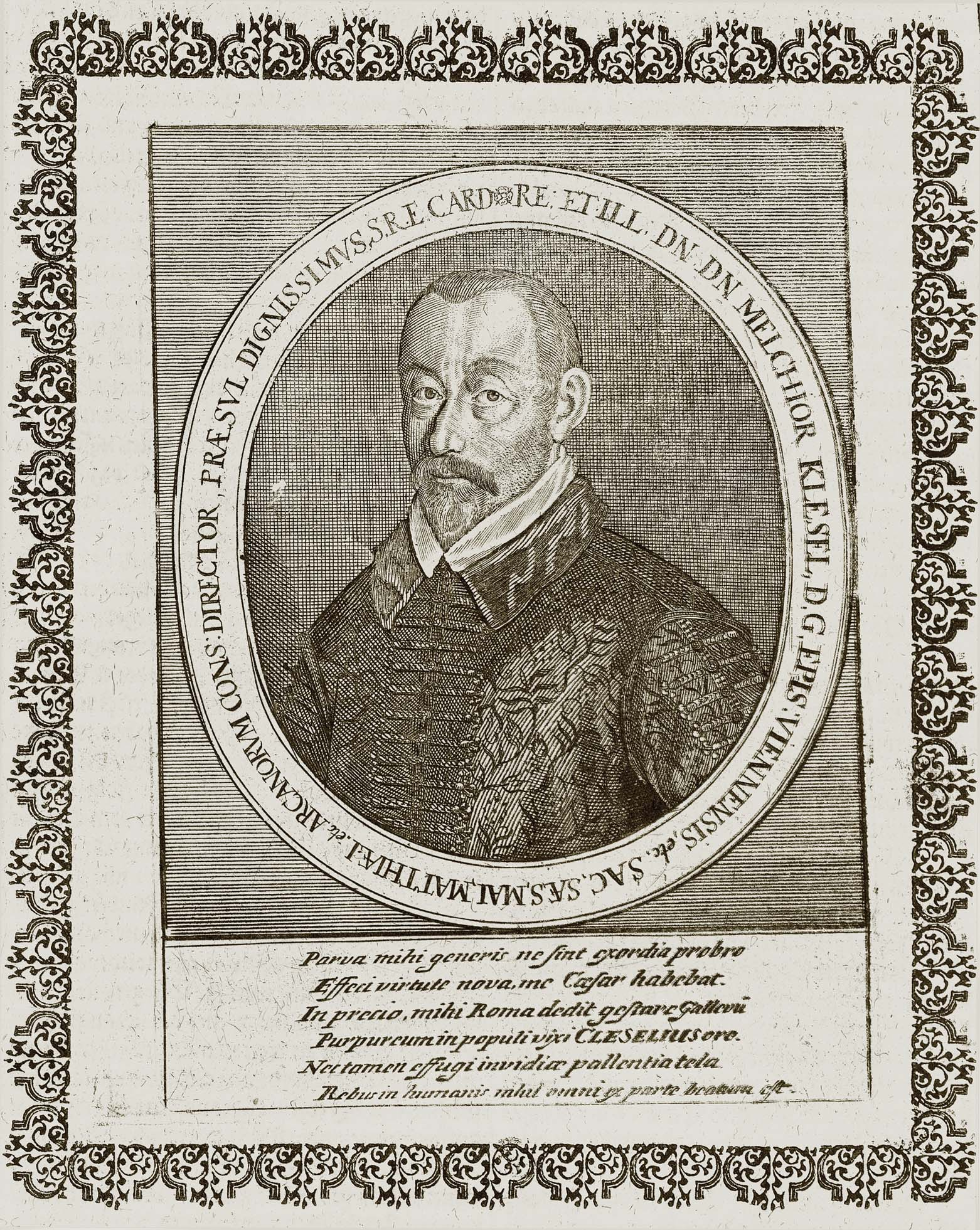
Melchior Khlesls na mědirytu v díle Theatrum Europaeum, 1662

## Stručný životopis
Byl známým konvertitou ke katolicismu. Po studiích, na nichž se obrátil, se r. 1579 stal knězem, proboštem vídeňské katedrální kapituly a kancléřem univerzity. Roku 1588 byl jmenován administrátorem diecéze Vídeňské Nové Město, roku 1598 jmenován biskupem vídeňským, ale papežské potvrzení získal až r. 1613. 
Jeho jmenování biskupem ve Vídni proběhlo v období velkých nadějí v Praze, Vídni a Štýrském Hradci, že katolický rod Habsburků znovu upevní své postavení vůči protestantské opozici v rámci habsburské monarchie; Klesl byl zastáncem konfrontace s touto opozicí. Mezitím se zostřil Bratrský spor – boj mezi císařem Rudolfem II. a jeho bratry o nástupnictví v habsburské monarchii a říši. Zejména ambice Matyáše stát se císařem poskytly Kleslovi příležitost posílit svůj vliv na dvoře ve Vídni.
Pavel V. jen jmenoval kardinálem in pectore již r. 1615, ale publikoval své rozhodnutí až v dubnu 1616. Arcivévodové Ferdinand Štýrský a Maxmilián jej pro podezření z příliš protestantismu nakloněné politiky zajali a uvěznili v Tyrolsku, odkud si jej vyžádal Řehoř XV., jenž mu určil domácí vězení v Andělském hradě, odkud byl propuštěn r. 1623, ale v Římě zůstal až do r. 1627, kdy se vrátil do své diecéze.